# 五馬渡江
五馬渡江（ごばとこう）は、中国の西晋が永嘉5年（311年）に永嘉の乱に遭い混乱し、愍帝が匈奴系である漢（後の前趙）に捕虜にされたのち殺されて王朝が滅亡した時、既に長江を渡って避難していた五人の西晋宗室の諸侯王が建業において東晋王朝を建立したことを指す。

## 五馬王
- 琅邪王 司馬睿（景文） - 後の元帝
- 西陽王 司馬羕（延年） - 汝南王司馬亮の子
- 南頓王 司馬宗（延祚） - 司馬亮の子
- 汝南王 司馬祐（永猷） - 司馬亮の次男の司馬矩の子。前二人の甥。
- 彭城王 司馬雄 - 司馬馗（司馬懿の弟で、東海王司馬越の祖父）の玄孫。